# Bertrand Snell

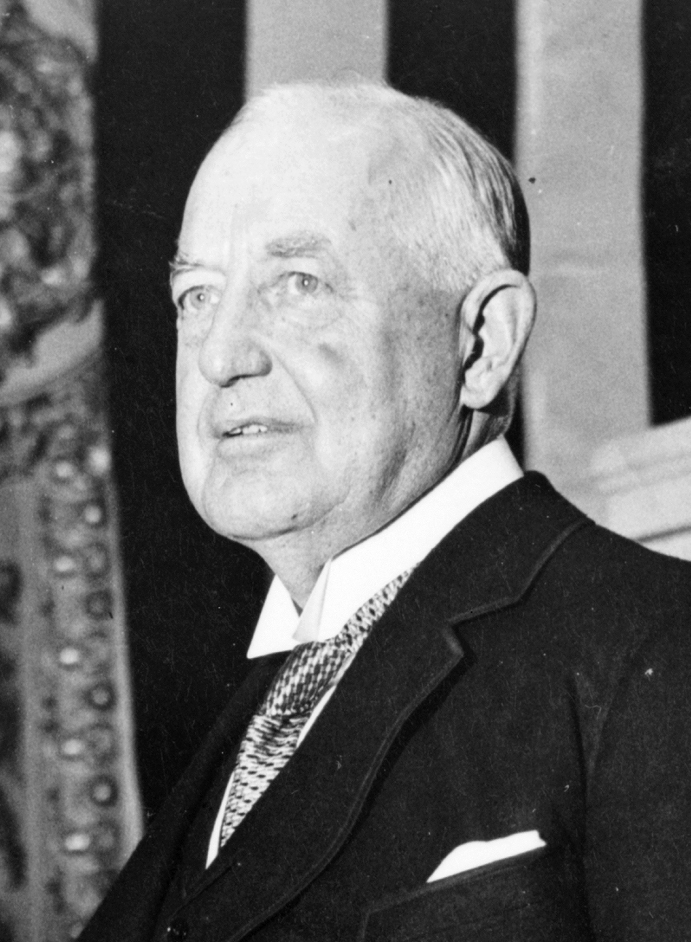
Bertrand Snell

Bertrand Hollis Snell  (* 9. Dezember 1870 in Colton, St. Lawrence County, New York; † 2. Februar 1958 in Potsdam, New York) war ein US-amerikanischer Politiker. Zwischen 1915 und 1939 vertrat er den Bundesstaat New York im US-Repräsentantenhaus.

## Werdegang
Bertrand Snell besuchte die öffentlichen Schulen seiner Heimat und danach bis 1889 die State Normal School in Potsdam. Im Jahr 1894 absolvierte er das Amherst College in Massachusetts. Anschließend begann er eine lange Laufbahn im Geschäftsleben. Er arbeitete zunächst als Buchhalter und dann als Manager einer Papierfabrik in Potsdam. Im Jahr 1904 gründete er die in der Holzbranche tätige Firma Canton Lumber Co. Er wurde auch Präsident einer Käsefabrik in New York City und Eigentümer eines Kraftwerks in Higley Falls. Außerdem war er Direktor bei den Firmen Northern New York Trust Co, Agricultural Insurance Co of Watertown und Gould Pumps, Inc. in Seneca Falls. Von 1908 bis 1910 war er Vizepräsident der Northern New York Development League.
Politisch schloss sich Snell der Republikanischen Partei an. Zwischen 1914 und 1944 gehörte er deren Staatsvorstand für New York an; von 1916 bis 1940 nahm er als Delegierter an allen Republican National Conventions teil. In den Jahren 1932 und 1936 leitete er diese Parteitage. Von 1920 bis 1945 war er Kuratoriumsvorsitzender des Clarkson College in Potsdam.
Nach dem Tod des Abgeordneten Edwin Albert Merritt wurde Snell bei der fälligen Nachwahl für den 31. Sitz von New York als dessen Nachfolger in das US-Repräsentantenhaus in Washington, D.C. gewählt, wo er am 2. November 1915 sein neues Mandat antrat. Nach elf Wiederwahlen konnte er bis zum 3. Januar 1939 im Kongress verbleiben. In seine Zeit im Kongress fiel der Erste Weltkrieg. Außerdem wurden in den Jahren 1919 und 1920 der 18. und der 19. Verfassungszusatz ratifiziert. Dabei ging es um das Verbot des Handels mit alkoholischen Getränken bzw. um die bundesweite Einführung des Frauenwahlrechts. Seit dem Herbst 1929 war auch die Arbeit des Kongresses von den Ereignissen der Weltwirtschaftskrise geprägt. Ab 1933 wurden die meisten New-Deal-Gesetze der Roosevelt-Regierung verabschiedet. Snell war bis auf wenige Ausnahmen zu Beginn ein Gegner des New-Deal-Programms. 1935 wurden erstmals die Bestimmungen des 20. Verfassungszusatzes angewendet, wonach die Legislaturperiode des Kongresses jeweils am 3. Januar endet bzw. beginnt.
Von 1921 bis 1923 war Snell Vorsitzender des Committee on War Claims; zwischen 1923 und 1931 leitete er den Geschäftsordnungsausschuss. Seit 1931 war er der Parteiführer der republikanischen Fraktion, welche sich in der Minderheit befand, weshalb er damit auch der House Minority Leader war, im US-Repräsentantenhaus. Im Jahr 1938 verzichtete er auf eine weitere Kandidatur. In seiner Heimatstadt Potsdam war er bis 1949 in der Zeitungsbranche tätig. Außerdem wurde er Eigentümer und Manager der Firma New York State Oil Co. of Kansas. Bertrand Snell starb am 2. Februar 1958 in Potsdam, wo er auch beigesetzt wurde.